# 克拉图
克拉图是巴西塞阿拉州的一个市镇。总面积1009.202平方公里，总人口105790人，人口密度104.8人/平方公里。